# Eleccions legislatives belarusses de 2012
El 23 de setembre de 2012 es van celebrar eleccions legislatives a Belarús. Estaven en joc els 110 escons de la Cambra de Representants, la cambra baixa de l'Assemblea Nacional de Belarús.